# Joseph Boulnois
Joseph Boulnois (* 28. Januar 1884 in Verneuil-en-Halatte; † 20. Oktober 1918 in Chalaines bei Commercy) war ein französischer Komponist und Organist.

## Leben und Wirken
Joseph Boulnois war der Sohn des Dorfschullehrers Sylva Boulnois, der die künstlerischen Bestrebungen seiner drei Kinder unterstützte. Eine Schwester Boulnois' kam kurz vor der Aufnahme ihres Klavierstudiums am Konservatorium zwölfjährig bei einem Unfall ums Leben. Sein Bruder Lucien Boulnois (1887–1953) studierte Cello am Pariser Konservatorium, unterrichtete am Konservatorium von Clermont-Ferrand und wirkte dort auch als Organist.
In Pont-Sainte-Maxence, wo er aufwuchs, lernte Boulnois die späteren Schriftsteller und Musikwissenschaftler Marcel Berger und Gabriel Bender kennen. An der Orgel der Kirche von Nogent-sur-Oise, fünf Kilometer von Pont-Sainte-Maxence entfernt, spielte er die Kompositionen von César Franck. Im Alter von 15 Jahren vollendete er seine erste vollwertige Komposition: Crépuscule.
1904 übersiedelte Boulnois nach Paris. Dort studierte er am Konservatorium, Harmonielehre bei Antoine Taudou, Orgel bei Alexandre Guilmant und Louis Vierne, Fuge bei Charles Lenepveu, Kontrapunkt bei Georges Caussade und Klavierbegleitung bei Paul Vidal. 1906 heiratete er die Pianistin Jane Chevalier.
1908 wurde Boulnois Organist an der Suret-Orgel der Pariser Kirche Sainte-Élisabeth, wo zuvor Auguste Bazille und Félix Fourdrain gewirkt hatten, sowie an der Cavaillé-Coll-Orgel der Kirche Saint-Louis-d'Antin, wo er Nachfolger von Clément Loret, Georges Jacob und Abbé Levergeois war. Hier begründete er mit dem Kapellmeister der Kirche, Marc de Ranse, eine Konzertreihe, die auf Grund der Auswahl der Werke und der Qualität der Interpreten große Anerkennung fand.
1909 wurde er chef de chant (‚Studienleiter‘) an der Opéra-Comique und 1912 Mitglied der Auswahl- und Prüfungskommission des Konservatoriums. Zu Beginn des Ersten Weltkrieges wurde er in Châlons-sur-Marne mobilisiert. Dort lernte er den Cellisten Gérard Hekking kennen, für den er 1917 eine viersätzige Sonate für Cello und Klavier komponierte. Diese wurde nach dem Krieg von seiner Frau und Hekking uraufgeführt und später von Victor Gentil und Noël Gallon und von Paul Bazelaire und Maurice Maréchal gespielt.
Den bedeutendsten Teil seiner Werke komponierte Boulnois als Sergeant im Ersten Weltkrieg, darunter eine Anzahl Lieder, die Suite en cinq parties pour piano et violoncelle, die Sonate pour piano und das Trio pour piano, violon et violoncelle (alle 1918). Er starb im Hospital von Chalaines an der Spanischen Grippe. Auch sein Sohn Michel Boulnois wurde als Organist und Komponist bekannt.

## Werke
- Crépuscule, 1899
- La Toussaint für Klavier, 1903 (orchestrierte Fassung von Édouard Mignan 1919)
- Pastorale (nach einem Gedicht von Maurice Rollinat), 1908
- La mort des amants (nach einem Gedicht von Maurice Rollinat), 1908
- La Biche (nach einem Gedicht von Maurice Rollinat), 1908
- La Cornemuse (nach einem Gedicht von Maurice Rollinat), 1910
- Accompagnement (nach einem Gedicht von A. Samoin), 1912
- Angelus (nach einem Gedicht von P. Courrière), 1912
- L'Anneau d'Isis, Oper, 1912
- Roses de Saâdi (nach einem Gedicht von Marceline Desbordes-Valmore), 1915
- Nous n'irons plus au bois (nach einem Gedicht von Théodore de Banville), 1915
- Souvenir (nach einem Gedicht von André Chenier), 1916
- La Flûte (nach A. Chénier), 1916
- Recueillement (nach einem Gedicht von Charles Baudelaire), 1916
- Sonate pour piano et violoncelle, 1917
- Trois Sonnets (von Charles-Augustin Sainte-Beuve), 1917
- L' Ascension (nach einem Gedicht von Charles-Augustin Sainte-Beuve), 1917
- La Basilique für Klavier, 1918
- Suite en cinq parties pour piano et violoncelle, 1918
- Sonate pour piano, 1918
- Trio pour piano, violon et violoncelle, 1918
- Sainte-Cécile au milieu d'un grand concert des anges für Klavier, 1918
- Hymne à Bacchus für Cello
- Musette et Bidon, Suite für Cello
- Sonate pour piano et petit orchestre
- Rhapsodie für Orchester
- Marine für Orchester
- Symphonie funèbre
- Quatuor à cordes
- Sonate pour violon et piano
- Noël pour violon et piano
- Suite Hiver
- Neige
- Noël pour violoncelle et piano
- Jeux pour violoncelle et piano
- Scherzino für Klavier
- Gigue für Klavier
- Madrigal für Klavier
- Pavane für Klavier
- Menuet pastoral et le Choral en fa dièse mineur für Klavier
- Toccata pour piano (gewidmet Jane Chevalier)
- Perdus dans un rêve für Cello und Klavier